# Freia Melkesjokolade

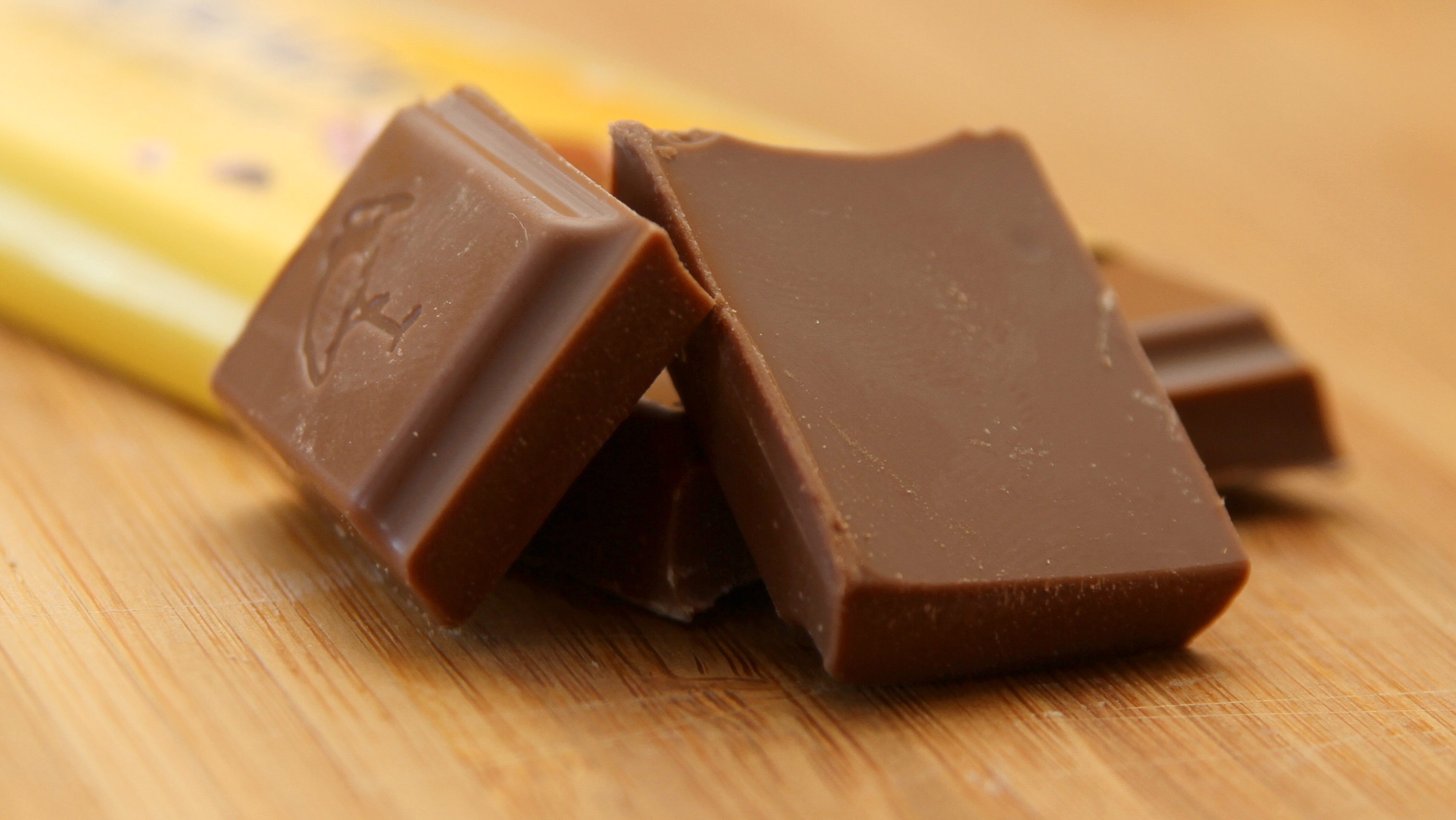
Freia Melkesjokolade

Freia Melkesjokolade es una barrita de chocolate con leche de la marca chocolatera noruega Freia, que ha sido la chocolatina más vendida en Noruega desde la década de 1960. Se la conoce también como «Et lite stykke Norge» («un pedacito de Noruega»). El producto fue lanzado en Suecia en la década de 1950 bajo el nombre Marabou, marca que conservó en otros países nórdicos y más tarde en Estonia.
Freia fue creada en 1906 por Johan Throne Holst (1868–1946), quien cuando asumió la gestión advirtió que había un mercado potencial para el chocolate con leche, además del chocolate negro y otros productos minoritarios que Freia estaba produciendo entonces. Aunque fue un éxito, no fue hasta la década de 1920 cuando la mayoría de la gente dispuso de dinero para comprar chocolate, que en esa época era un producto de lujo.
Freia produce otras barritas basadas en la Melkesjokolade, conteniendo frutos secos, extracto de naranja, pasas, etcétera:
- Firkløver (1926)
- Daim (1953)
- Helnøtt (1958)
- Fruktnøtt (1963)
- Appelsinkrokan (2004)
- Kjekskuler (2005)
- Melkesjokolade con Daim (2007)
- Melkesjokolade con NonStop (2007)
- Walters Mandler (2008)